# 小野市兵衛 (9代目)
小野 市兵衛（おの いちべえ、1913年2月4日 - 1989年2月12日）は、日本の経営者。大阪府大阪市出身。

## 経歴
1936年に大阪商科大学を卒業し、同年に小野市兵衛商店(現在の小野薬品工業)に入社。
1947年4月に専務に就任し、1956年5月には社長に昇格。1977年2月から会長を務めた。
1989年2月12日肺炎のために死去。76歳没。